# Femme au foyer
Pour les articles homonymes, voir Femme (homonymie).
 (novembre 2023).

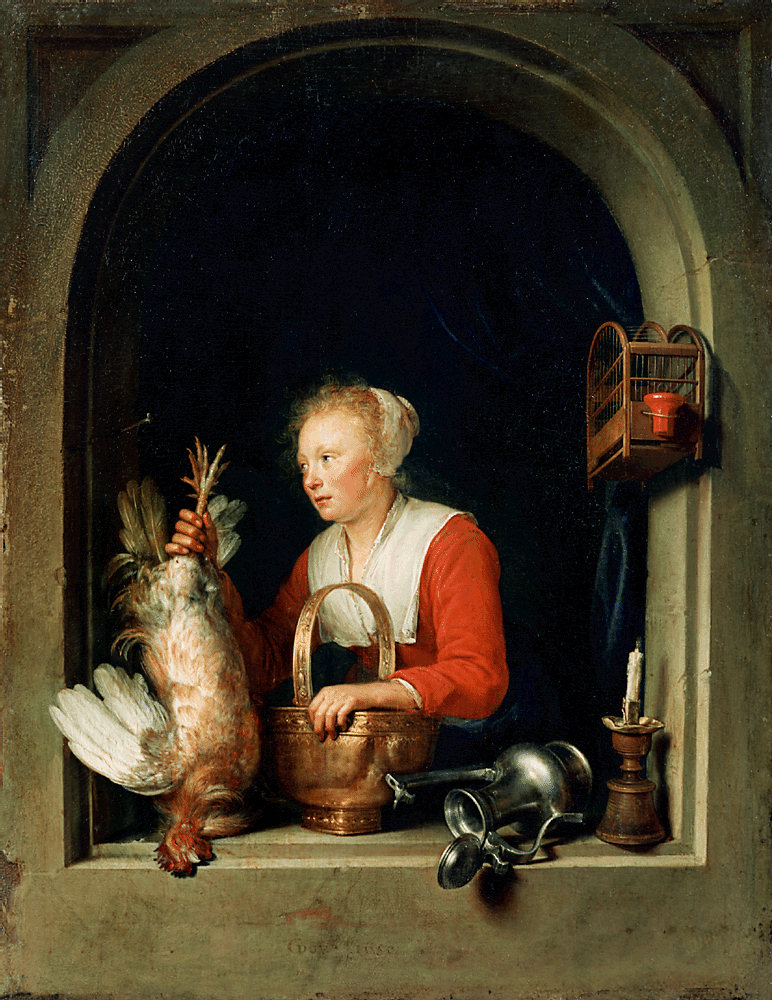
La Femme au foyer hollandaise, par Gerrit Dou.

L'expression femme au foyer désigne l'un des statuts attribués à une femme au sein du couple. Il correspond à la femme qui réalise la majeure partie des tâches ménagères telles que : l'entretien du logis, les achats de consommation courante, la préparation des repas, la surveillance et l'éducation des enfants, à titre d'exemples. La femme au foyer ne se limite dès lors pas à une mère au foyer, la maternité et les tâches qui y sont associées étant une des dimensions la caractérisant.
Elle va de pair avec l'expression de « chef de famille », qui peut désigner celui des deux membres du couple qui perçoit le revenu le plus élevé. Cette expression n'est plus employée en droit de la famille ; elle peut subsister encore dans les faits. La femme au foyer perd souvent cette appellation en tant que veuve, femme divorcée ou parent isolé, ainsi qu'en l'absence d'enfants au foyer.

## Histoire
Historiquement, les femmes ont toujours travaillé (agriculture, artisanat, etc.). Au milieu du XIXe siècle émerge une nouvelle classe moyenne dont les maris, pour se distinguer socialement des classes populaires, tiennent à ce que leurs épouses ne travaillent pas et se destinent à leur foyer.
Au début du XXe siècle, Augusta Moll-Weiss, directrice de l'école des Mères, ou Paulette Bernège, appliquèrent les principes scientifiques à l'étude des arts ménagers.
Plus tard, dans le contexte des Trente Glorieuses et du consumérisme triomphant des années 1940-1970, ce statut de femme au foyer « s'impose comme une promesse d’accomplissement personnel pour des générations de jeunes filles, convaincues de la noble mission de se dévouer entièrement à la famille » explique un documentaire qui leur est consacré, sorti en 2022. Mais ce rôle idéalisé est battu en brèche à la fois par les contraintes qui pèsent sous la pression sociale (routine, ennui, voire dépression) et par les revendications de la deuxième vague féministe qui voit les filles de ces femmes au foyer de la seconde moitié du XXe siècle prétendre à mener une carrière et disposer d'une indépendance financière.

## Sans profession

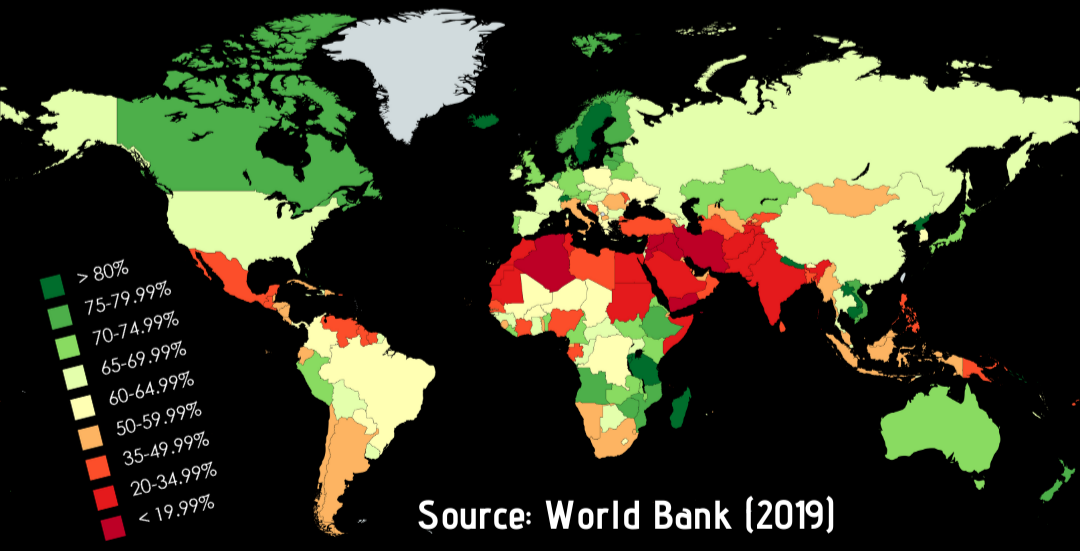
Taux d'emploi des femmes de 15 à 64 ans (2019).

Administrativement, la femme au foyer est sans profession, dans la mesure où la notion de profession s'applique à un métier procurant une rémunération. Si la femme au foyer exerce par ailleurs une activité professionnelle rémunérée, elle peut être considérée comme exerçant la profession pour laquelle elle perçoit ce salaire.
En conséquence, la femme au foyer, étant dépourvue de profession, n'entre pas dans le comptage de la population active. Pourtant, au cours des dernières décennies, elle a obtenu une reconnaissance partielle de son activité comme conjointe d'un artisan, commerçant ou d'une personne exerçant une activité libérale ou comme conjoint d'un agriculteur,.

## Santé
Bien qu'étant considérée comme sans activité professionnelle, la femme au foyer (en particulier, évoluant dans des familles nombreuses, en présence de plusieurs enfants) assume souvent une forte charge de travail. Du fait de la structure familiale, elle peut parfois se sentir isolée. Une étude américaine récente (2011)[citation nécessaire] a conclu que les mères au foyer sont plus fréquemment victimes de dépression, tout comme les « supermamans », par rapport aux femmes en emploi acceptant mieux le constat qu’elles ne peuvent pas tout faire.

#### Ouvrages anciens
- (en) Catharine E. Beecher, The American Woman's Home : or, principles of domestic science, J. B. Ford and Company, New York, 1869, 500 p.
- Lucie Félix-Faure Goyau, La femme au foyer et dans la cité : l'évolution féminine, Perrin, Paris, 1917, 367 p.
- Louise Foulon-Lefranc, La femme au foyer : la femme dans la famille, hygiène, enseignement ménager, conduite à tenir en cas d'accidents, puériculture, le jardin et la basse-cour, la politesse et l'éducation, les Éditions de l'École, Paris, 1954 (12e éd.), 380 p.
- La Mère au foyer, ouvrière de progrès humain : documents d'études extraits du Congrès international de la Mère au foyer, ouvrière de progrès humain, Paris, 21-26 juin 1937, Union féminine civique et sociale, Paris, 1937, 327 p.
- Joseph-Marie Tissier (Mgr), La femme au foyer, Tequi, Paris, 1915, 322 p.

#### Ouvrages contemporains
- Céline Labrosse, « Une femme-orchestre et un homme au foyer : l'innovation et la norme dans les expressions non sexistes », dans L'Actualité langagière, vol. 3, 2006 (lire en ligne), chap. 4, p. 30
- Liliane Fiori-Astier, Les femmes au foyer : objectivation et subjectivation d'une invisibilité sociale, Université de Metz, 2006, 345 p. (thèse de doctorat de Sociologie)
- Betty Friedan, La Femme mystifiée, W.W. Norton and Co., 1963.
- Anne Larue, La femme est-elle soluble dans l'eau de vaisselle ?, Chifflet & Cie, Paris, 2008, 122 p.  (ISBN 978-2-35164-050-0)
- Cécile Margain, La femme au foyer est-elle l'avenir du féminisme ?, Éd. N° 1, Paris, 2007, 168 p.  (ISBN 978-2-84612-217-7)
- Dominique Maison, Grandeurs et servitudes domestiques : expériences sociales de femmes au foyer, Université Victor Segalen-Bordeaux II, 2006, 447 p. (thèse de doctorat de Sociologie)
- (en) Pamela Stone, Opting out ? : why women really quit careers and head home, University of California press, Berkeley, 2007, 295 p.  (ISBN 978-0-520-25657-6)

### Filmographie
- Desperate Housewives, série télévisée américain.
- Michèle Dominici, L'histoire oubliée des femmes au foyer, documentaire, 2021, diffusé sur Arte en 2022.